# Bistritsa (vattendrag i Bulgarien, Blagoevgrad, lat 41,98, long 23,08)
Bistritsa (bulgariska: Бистрица) är ett vattendrag i Bulgarien.   Det ligger i regionen Blagoevgrad, i den västra delen av landet, 80 kilometer söder om huvudstaden Sofia.
Trakten runt Bistritsa består till största delen av jordbruksmark. Runt Bistritsa är det ganska tätbefolkat, med 54 invånare per kvadratkilometer.